# Cancilla rehderi
Cancilla rehderi is een slakkensoort uit de familie van de Mitridae. De wetenschappelijke naam van de soort is voor het eerst geldig gepubliceerd in 1958 door J.H. Webb.